# The Commodores/Diskografie
Diese Diskografie ist eine Übersicht über die musikalischen Werke der US-amerikanischen R&B- und Funkband The Commodores. Den Schallplattenauszeichnungen zufolge hat sie bisher mehr als 14,4 Millionen Tonträger verkauft, davon alleine in ihrer Heimat über 11,5 Millionen. Ihre erfolgreichste Veröffentlichung ist das Album The Definitive Collection mit über 2,5 Millionen verkauften Einheiten.

## Alben

### Studioalben
| Jahr | Titel                           | Höchstplatzierung, Gesamtwochen, AuszeichnungChartplatzierungen (Jahr, Titel, Platzierungen, Wochen, Auszeichnungen, Anmerkungen) | Höchstplatzierung, Gesamtwochen, AuszeichnungChartplatzierungen (Jahr, Titel, Platzierungen, Wochen, Auszeichnungen, Anmerkungen) | Höchstplatzierung, Gesamtwochen, AuszeichnungChartplatzierungen (Jahr, Titel, Platzierungen, Wochen, Auszeichnungen, Anmerkungen) | Höchstplatzierung, Gesamtwochen, AuszeichnungChartplatzierungen (Jahr, Titel, Platzierungen, Wochen, Auszeichnungen, Anmerkungen) | Höchstplatzierung, Gesamtwochen, AuszeichnungChartplatzierungen (Jahr, Titel, Platzierungen, Wochen, Auszeichnungen, Anmerkungen) | Höchstplatzierung, Gesamtwochen, AuszeichnungChartplatzierungen (Jahr, Titel, Platzierungen, Wochen, Auszeichnungen, Anmerkungen) | Anmerkungen |
| Jahr | Titel                           | DE | AT | CH | UK | US | R&B | Anmerkungen |
| ---- | ------------------------------- | --- | --- | --- | --- | --- | --- | --- |
| 1974 | Machine Gun                     | — | — | — | — | US138 (9 Wo.)US | R&B22 (6 Wo.)R&B | Erstveröffentlichung: 22. Juli 1974 Produzenten: Commodores, James Carmichael                                                             |
| 1975 | Caught in the Act               | — | — | — | — | US26 (33 Wo.)US | R&B7 (25 Wo.)R&B | Erstveröffentlichung: 7. Februar 1975 Produzenten: Commodores, James Carmichael                                                           |
| 1975 | Movin’ On                       | — | — | — | — | US29 Gold · (32 Wo.)US | R&B7 (30 Wo.)R&B | Erstveröffentlichung: 7. Oktober 1975 Produzenten: Commodores, James Carmichael                                                           |
| 1976 | Hot on the Tracks               | — | — | — | — | US12 Platin · (39 Wo.)US | R&B1 (31 Wo.)R&B | Erstveröffentlichung: 17. Juni 1976 Produzenten: Commodores, James Carmichael                                                             |
| 1977 | Commodores (US) / Zoom (DE, UK) | — | — | — | — | US3 Platin · (53 Wo.)US | R&B1 (44 Wo.)R&B | Erstveröffentlichung: 30. März 1977 Produzenten: Commodores, James Carmichael                                                             |
| 1978 | Natural High                    | — | — | — | UK8 Gold · (23 Wo.)UK | US3 Platin · (33 Wo.)US | R&B1 (32 Wo.)R&B | Erstveröffentlichung: Mai 1978 Produzenten: Commodores, James Carmichael                                                                  |
| 1979 | Midnight Magic                  | — | — | — | UK15 Gold · (25 Wo.)UK | US3 Platin · (41 Wo.)US | R&B1 (38 Wo.)R&B | Erstveröffentlichung: 27. Juli 1979 Produzenten: Commodores, James Carmichael                                                             |
| 1980 | Heroes                          | — | — | — | UK50 (5 Wo.)UK | US7 Platin · (33 Wo.)US | R&B3 (39 Wo.)R&B | Erstveröffentlichung: 13. Juni 1980 Produzenten: Commodores, James Carmichael                                                             |
| 1981 | In the Pocket                   | — | — | — | UK69 (5 Wo.)UK | US13 Platin · (40 Wo.)US | R&B4 (40 Wo.)R&B | Erstveröffentlichung: 22. Juni 1981 Produzenten: Commodores, James Carmichael                                                             |
| 1983 | Commodores 13                   | — | — | — | — | US103 (20 Wo.)US | R&B28 (17 Wo.)R&B | Erstveröffentlichung: 9. September 1983 Produzenten: Commodores                                                                           |
| 1985 | Nightshift                      | DE4 (30 Wo.)DE | AT9 (14 Wo.)AT | CH8 (15 Wo.)CH | UK13 (10 Wo.)UK | US12 Gold · (37 Wo.)US | R&B1 (36 Wo.)R&B | Erstveröffentlichung: 15. Januar 1985 Produzent: Dennis Lambert                                                                           |
| 1986 | United                          | DE62 (1 Wo.)DE | — | CH28 (2 Wo.)CH | — | US101 (15 Wo.)US | R&B17 (21 Wo.)R&B | Erstveröffentlichung: 7. Oktober 1986 Produzenten: Dennis Lambert, Jeremy Smith, Greg Mathieson, James Anthony Carmichael, Milan Williams |
| 1988 | Rock Solid                      | — | — | — | — | — | — | Erstveröffentlichung: 12. Juli 1988 |
| 1992 | Commodores Christmas            | — | — | — | — | — | — | Erstveröffentlichung: November 1992 |
| 1993 | No Tricks                       | — | — | — | — | — | — | Erstveröffentlichung: März 1993 |
| 2012 | Keep On Dancing                 | — | — | — | — | — | — | Erstveröffentlichung: 2012 |

grau schraffiert: keine Chartdaten aus diesem Jahr verfügbar

### Livealben
| Jahr | Titel            | Höchstplatzierung, Gesamtwochen, AuszeichnungChartplatzierungen (Jahr, Titel, Platzierungen, Wochen, Auszeichnungen, Anmerkungen) | Höchstplatzierung, Gesamtwochen, AuszeichnungChartplatzierungen (Jahr, Titel, Platzierungen, Wochen, Auszeichnungen, Anmerkungen) | Höchstplatzierung, Gesamtwochen, AuszeichnungChartplatzierungen (Jahr, Titel, Platzierungen, Wochen, Auszeichnungen, Anmerkungen) | Höchstplatzierung, Gesamtwochen, AuszeichnungChartplatzierungen (Jahr, Titel, Platzierungen, Wochen, Auszeichnungen, Anmerkungen) | Höchstplatzierung, Gesamtwochen, AuszeichnungChartplatzierungen (Jahr, Titel, Platzierungen, Wochen, Auszeichnungen, Anmerkungen) | Höchstplatzierung, Gesamtwochen, AuszeichnungChartplatzierungen (Jahr, Titel, Platzierungen, Wochen, Auszeichnungen, Anmerkungen) | Anmerkungen                                                                 |
| Jahr | Titel            | DE | AT | CH | UK | US | R&B | Anmerkungen                                                                 |
| ---- | ---------------- | --- | --- | --- | --- | --- | --- | --------------------------------------------------------------------------- |
| 1977 | Commodores Live! | — | — | — | UK60 (1 Wo.)UK | US3 (28 Wo.)US | R&B2 (26 Wo.)R&B | Erstveröffentlichung: Oktober 1977 Doppelalbum; Aufnahme: Amerika-Tour 1977 |

grau schraffiert: keine Chartdaten aus diesem Jahr verfügbar
Weitere Livealben
- 1983: Commodores 1978 Platinum Tour (Promo)
- 1998: Live! (2 CDs)

### Kompilationen
| Jahr | Titel                                                                      | Höchstplatzierung, Gesamtwochen, AuszeichnungChartplatzierungen (Jahr, Titel, Platzierungen, Wochen, Auszeichnungen, Anmerkungen) | Höchstplatzierung, Gesamtwochen, AuszeichnungChartplatzierungen (Jahr, Titel, Platzierungen, Wochen, Auszeichnungen, Anmerkungen) | Höchstplatzierung, Gesamtwochen, AuszeichnungChartplatzierungen (Jahr, Titel, Platzierungen, Wochen, Auszeichnungen, Anmerkungen) | Höchstplatzierung, Gesamtwochen, AuszeichnungChartplatzierungen (Jahr, Titel, Platzierungen, Wochen, Auszeichnungen, Anmerkungen) | Höchstplatzierung, Gesamtwochen, AuszeichnungChartplatzierungen (Jahr, Titel, Platzierungen, Wochen, Auszeichnungen, Anmerkungen) | Höchstplatzierung, Gesamtwochen, AuszeichnungChartplatzierungen (Jahr, Titel, Platzierungen, Wochen, Auszeichnungen, Anmerkungen) | Anmerkungen                                                            |
| Jahr | Titel                                                                      | DE | AT | CH | UK | US | R&B | Anmerkungen                                                            |
| ---- | -------------------------------------------------------------------------- | --- | --- | --- | --- | --- | --- | ---------------------------------------------------------------------- |
| 1978 | Commodores’ Greatest Hits                                                  | — | — | — | UK19 Gold · (16 Wo.)UK | US23 (20 Wo.)US | R&B24 (17 Wo.)R&B | Erstveröffentlichung: Oktober 1978                                     |
| 1982 | Love Songs                                                                 | — | — | — | UK5 Gold · (28 Wo.)UK | — | — | Erstveröffentlichung: August 1982                                      |
| 1982 | All the Great Hits                                                         | — | — | — | — | US37 Gold · (24 Wo.)US | R&B12 (30 Wo.)R&B | Erstveröffentlichung: November 1982                                    |
| 1983 | Commodores Anthology                                                       | — | — | — | — | US141 (7 Wo.)US | R&B50 (7 Wo.)R&B | Erstveröffentlichung: Mai 1983                                         |
| 1985 | The Very Best of Commodores – 16 Classic Tracks                            | — | — | — | UK25 Gold · (13 Wo.)UK | — | — | Erstveröffentlichung: Oktober 1985                                     |
| 1995 | The Very Best                                                              | — | — | — | UK26 Silber · (3 Wo.)UK | — | — | Erstveröffentlichung: April 1995                                       |
| 1999 | The Best of the Commodores: 20th Century Masters The Millennium Collection | — | — | — | — | US155 Gold · (12 Wo.)US | — | Erstveröffentlichung: 23. November 1999 Charteinstieg US: 2013         |
| 2003 | The Definitive Collection                                                  | DE40 (9 Wo.)DE | AT61 (3 Wo.)AT | CH45 (6 Wo.)CH | UK1 ×5Fünffachplatin · (103 Wo.)UK                                                                                                | US— PlatinUS | — | Erstveröffentlichung: 4. Februar 2003 Lionel Richie and the Commodores |

grau schraffiert: keine Chartdaten aus diesem Jahr verfügbar
Weitere Kompilationen
| - 1978: Easy - 1978: Super Twin (2 LPs) - 1982: The Best of Commodores - 1983: Compact Command Performances - 1983: Portrait (2 LPs) - 1984: All the Great Love Songs - 1985: The Best of Commodores - 1985: Great Love Songs (mit Lionel Richie und Diana Ross) - 1986: Composer: Great Songs Written by Lionel Richie (US: Gold) - 1992: Commodores Hits Vol. I & II - 1993: Three Times a Lady - 1994: The Very Best Of (Diamond Star Collection) - 1994: Gold - 1994: The Best of Commodores - 1995: The Best of Commodores - 1996: The Commodores | - 1996: Commodores / Sam & Dave (mit Sam & Dave; 2 CDs) - 1997: The Ultimate Collection - 1998: This Is Forever - 1998: Motown: The Real Thing - 1999: The Best of the Commodores - 1999: Classic Commodores - 2001: Anthology (2 CDs) - 2002: The Collection - 2005: Jazz Funk - 2005: Gold (2 CDs) - 2006: Soul Legends (mit Lionel Richie) - 2006: Gold (mit Lionel Richie; 2 CDs) - 2006: Colour Collection - 2008: Lionel Richie and the Commodores (mit Lionel Richie) - 2009: The Definitive Collection |

## Singles
| Jahr | Titel Album                               | Höchstplatzierung, Gesamtwochen, AuszeichnungChartplatzierungen (Jahr, Titel, Album, Platzierungen, Wochen, Auszeichnungen, Anmerkungen) | Höchstplatzierung, Gesamtwochen, AuszeichnungChartplatzierungen (Jahr, Titel, Album, Platzierungen, Wochen, Auszeichnungen, Anmerkungen) | Höchstplatzierung, Gesamtwochen, AuszeichnungChartplatzierungen (Jahr, Titel, Album, Platzierungen, Wochen, Auszeichnungen, Anmerkungen) | Höchstplatzierung, Gesamtwochen, AuszeichnungChartplatzierungen (Jahr, Titel, Album, Platzierungen, Wochen, Auszeichnungen, Anmerkungen) | Höchstplatzierung, Gesamtwochen, AuszeichnungChartplatzierungen (Jahr, Titel, Album, Platzierungen, Wochen, Auszeichnungen, Anmerkungen) | Höchstplatzierung, Gesamtwochen, AuszeichnungChartplatzierungen (Jahr, Titel, Album, Platzierungen, Wochen, Auszeichnungen, Anmerkungen) | Höchstplatzierung, Gesamtwochen, AuszeichnungChartplatzierungen (Jahr, Titel, Album, Platzierungen, Wochen, Auszeichnungen, Anmerkungen) | Anmerkungen | [↑]: gemeinsam behandelt mit vorhergehendem Eintrag; [←]: in beiden Charts platziert |
| Jahr | Titel Album                               | DE | AT | CH | UK | US | R&B | Dance | Anmerkungen |                                                                                      |
| ---- | ----------------------------------------- | --- | --- | --- | --- | --- | --- | --- | --- | ------------------------------------------------------------------------------------ |
| 1972 | The Zoo (The Human Zoo) Machine Gun       | — | — | — | UK44 (2 Wo.)UK | — | — | — | Erstveröffentlichung: 16. März 1972 Autoren: Gloria Jones, Pam Sawyer; Charteinstieg UK: 1974                                                                |                                                                                      |
| 1974 | Machine Gun                               | — | — | — | UK20 (11 Wo.)UK | US22 (13 Wo.)US | R&B7 (15 Wo.)R&B | — | Erstveröffentlichung: 23. April 1974 Autor: Milan Williams                                                                                                   |                                                                                      |
| 1974 | I Feel Sanctified Machine Gun             | — | — | — | — | US75 (8 Wo.)US | R&B12 (15 Wo.)R&B | — | Erstveröffentlichung: 30. September 1974 Autoren: Jeffrey Bowen, Bill Miller                                                                                 |                                                                                      |
| 1975 | Slippery When Wet Caught in the Act       | — | — | — | — | US19 (15 Wo.)US | R&B1 (17 Wo.)R&B | — | Erstveröffentlichung: 2. April 1975 Autoren: Commodores, Thomas McClary                                                                                      |                                                                                      |
| 1975 | This Is Your Life Caught in the Act       | — | — | — | — | — | R&B13 (15 Wo.)R&B | — | Erstveröffentlichung: 18. August 1975 Autor: Lionel Richie                                                                                                   |                                                                                      |
| 1975 | Sweet Love Movin’ On                      | — | — | — | — | US5 (23 Wo.)US | R&B2 (20 Wo.)R&B | — | Erstveröffentlichung: 25. November 1975 in den UK-Charts erst im Oktober 1977 als B-Seite von Brick House platziert Autoren: Lionel Richie, Commodores       |                                                                                      |
| 1976 | Just to Be Close to You Hot on the Tracks | — | — | — | UK62 (4 Wo.)UK | US7 (16 Wo.)US | R&B1 (18 Wo.)R&B | — | Erstveröffentlichung: 9. August 1976 Charteintritt in Uk erst im November 1978 Autoren: Lionel Richie, Commodores                                            |                                                                                      |
| 1976 | Fancy Dancer Hot on the Tracks            | — | — | — | — | US39 (9 Wo.)US | R&B9 (14 Wo.)R&B | Dance33 (1 Wo.)Dance | Erstveröffentlichung: 18. November 1976 Autoren: Ronald LaPread, Lionel Richie, Commodores                                                                   |                                                                                      |
| 1977 | Easy Commodores                           | — | — | — | UK9 Platin · (10 Wo.)UK | US4 (22 Wo.)US | R&B1 (17 Wo.)R&B | — | Erstveröffentlichung: 18. März 1977 Autor: Lionel Richie |                                                                                      |
| 1977 | Brick House Commodores                    | — | — | — | UK32 Silber · (6 Wo.)UK | US5 Gold · (16 Wo.)US | R&B4 (13 Wo.)R&B | Dance34 (2 Wo.)Dance | Erstveröffentlichung: 3. August 1977 nur in UK mit B-Seite Sweet Love platziert Autoren: Commodores                                                          |                                                                                      |
| 1977 | Too Hot Ta Trot Commodores Live!          | — | — | — | UK38 (3 Wo.)UK | US24 (12 Wo.)US | R&B1 (14 Wo.)R&B | — | Erstveröffentlichung: 17. November 1977 Autoren: Commodores                                                                                                  |                                                                                      |
| 1978 | Zoom Live!                                | — | — | —[UK: ↑] | UK38 (3 Wo.)UK | — | — | — | Erstveröffentlichung: 6. Januar 1978 Autoren: Ronald LaPread, Lionel Richie, Commodores                                                                      |                                                                                      |
| 1978 | Three Times a Lady Natural High           | DE30 (11 Wo.)DE | AT20 (4 Wo.)AT | — | UK1 Gold · (14 Wo.)UK | US1 (20 Wo.)US | R&B1 (17 Wo.)R&B | — | Erstveröffentlichung: 8. Juni 1978 Autor: Lionel Richie |                                                                                      |
| 1978 | Flying High Natural High                  | — | — | — | UK37 (7 Wo.)UK | US38 (10 Wo.)US | R&B21 (11 Wo.)R&B | — | Erstveröffentlichung: 9. Juni 1978 Autoren: Lionel Richie, Thomas McClary                                                                                    |                                                                                      |
| 1979 | Sail On Midnight Magic                    | — | — | — | UK8 Silber · (10 Wo.)UK | US4 Gold · (17 Wo.)US | R&B8 (13 Wo.)R&B | — | Erstveröffentlichung: 27. Juli 1979 Autor: Lionel Richie |                                                                                      |
| 1979 | Still Midnight Magic                      | — | — | — | UK4 (11 Wo.)UK | US1 Gold · (20 Wo.)US | R&B1 (17 Wo.)R&B | — | Erstveröffentlichung: 3. September 1979 Autor: Lionel Richie                                                                                                 |                                                                                      |
| 1979 | Wonderland Midnight Magic                 | — | — | — | UK40 (4 Wo.)UK | US25 (15 Wo.)US | R&B21 (13 Wo.)R&B | — | Erstveröffentlichung: 14. Dezember 1979 Autor: Milan Williams                                                                                                |                                                                                      |
| 1980 | Old-Fashion Love Heroes                   | — | — | — | — | US20 (16 Wo.)US | R&B8 (14 Wo.)R&B | — | Erstveröffentlichung: 30. Mai 1980 Autor: Milan Williams |                                                                                      |
| 1980 | Heroes                                    | — | — | — | — | US54 (9 Wo.)US | R&B27 (11 Wo.)R&B | — | Erstveröffentlichung: August 1980 Autoren: Lionel Richie, Darrell Jones                                                                                      |                                                                                      |
| 1980 | Jesus Is Love Heroes                      | — | — | — | — | — | R&B34 (11 Wo.)R&B | — | Erstveröffentlichung: November 1980 Autor: Lionel Richie |                                                                                      |
| 1981 | Lady (You Bring Me Up) In the Pocket      | DE64 (5 Wo.)DE | — | — | UK56 (5 Wo.)UK | US8 (22 Wo.)US | R&B5 (18 Wo.)R&B | Dance53 (12 Wo.)Dance | Erstveröffentlichung: Juni 1981 Autoren: Harold Hudson, Shirley King, William King                                                                           |                                                                                      |
| 1981 | Keep On Taking Me Higher In the Pocket    | — | — | — | — | — | —[Dance: ↑] | Dance53 (12 Wo.)Dance | Erstveröffentlichung: August 1981 Autoren: Harold Hudson, Thomas McClary                                                                                     |                                                                                      |
| 1981 | Oh No In the Pocket                       | — | — | — | UK44 (3 Wo.)UK | US4 (20 Wo.)US | R&B5 (20 Wo.)R&B | — | Erstveröffentlichung: September 1981 Autor: Lionel Richie |                                                                                      |
| 1982 | Why You Wanna Try Me In the Pocket        | — | — | — | — | US66 (5 Wo.)US | R&B42 (6 Wo.)R&B | — | Erstveröffentlichung: Januar 1982 letztes Lied mit Lionel Richie als Leadsänger Autor: Lionel Richie, David Cochrane                                         |                                                                                      |
| 1982 | Painted Picture All the Great Hits        | — | — | — | — | US70 (6 Wo.)US | R&B19 (18 Wo.)R&B | — | Erstveröffentlichung: November 1982 Autoren: Harold Hudson, Walter Orange                                                                                    |                                                                                      |
| 1983 | Only You Commodores 13                    | — | — | — | UK93 (2 Wo.)UK | US54 (13 Wo.)US | R&B20 (16 Wo.)R&B | — | Erstveröffentlichung: August 1983 Autor: Milan Williams |                                                                                      |
| 1984 | Nightshift                                | DE4 (19 Wo.)DE | AT4 (14 Wo.)AT | CH5 (11 Wo.)CH | UK2 Silber · (14 Wo.)UK | US3 (22 Wo.)US | R&B1 (22 Wo.)R&B | — | Erstveröffentlichung: Dezember 1984 Tribute to Marvin Gaye und Jackie Wilson Grammy (R&B-Gesangsgruppe) Autoren: Dennis Lambert, Franne Golde, Walter Orange |                                                                                      |
| 1985 | Animal Instinct Nightshift                | DE39 (9 Wo.)DE | — | — | UK74 (2 Wo.)UK | US43 (9 Wo.)US | R&B22 (11 Wo.)R&B | Dance9 (7 Wo.)Dance | Erstveröffentlichung: April 1985 Autor: Martin Page |                                                                                      |
| 1985 | Lightin’ Up the Night Nightshift          | — | — | — | — | — | —[Dance: ↑] | Dance9 (7 Wo.)Dance | Erstveröffentlichung: April 1985 Autoren: Diane Warren, Jeff Lorber                                                                                          |                                                                                      |
| 1985 | Janet Nightshift                          | — | — | — | UK90 (1 Wo.)UK | US87 (4 Wo.)US | R&B65 (7 Wo.)R&B | — | Erstveröffentlichung: August 1985 Autoren: Bobby Caldwell, Franne Golde, Paul Fox                                                                            |                                                                                      |
| 1986 | Goin’ to the Bank United                  | DE34 (14 Wo.)DE | — | — | UK43 (4 Wo.)UK | US65 (12 Wo.)US | R&B2 (20 Wo.)R&B | — | Erstveröffentlichung: September 1986 Autoren: Andy Goldmark, Dennis Lambert, Franne Golde                                                                    |                                                                                      |
| 1987 | Take It from Me United                    | — | — | — | — | — | R&B38 (12 Wo.)R&B | — | Erstveröffentlichung: Januar 1987 Autoren: Dennis Lambert, Andy Goldmark, Franne Golde                                                                       |                                                                                      |
| 1988 | Easy (Reissue) –                          | — | — | — | UK15 (11 Wo.)UK | — | — | — | Erstveröffentlichung: August 1988 |                                                                                      |
| 1988 | Solitaire Rock Solid                      | — | — | — | — | — | R&B51 (7 Wo.)R&B | — | Erstveröffentlichung: September 1988 Autoren: Sandy Torano, Chris Cameron                                                                                    |                                                                                      |

grau schraffiert: keine Chartdaten aus diesem Jahr verfügbar
Weitere Singles
| - 1969: Keep On Dancing - 1973: Don’t You Be Worried - 1973: Are You Happy - 1974: Rapid Fire - 1975: Superman - 1976: Come Inside (unveröffentlicht) - 1976: High on Sunshine (nur in UK) - 1976: Thumpin’ Music - 1982: Lucy | - 1982: Reach High - 1983: Turn Off the Lights - 1987: United in Love - 1988: Homeless - 1989: Grrip - 1993: Everything Reminds Me of You - 1994: Brick House ’94 - 1998: Brickhouse Cuts |

## Videoalben
- 1998: Live!
- 2004: The Best of 20th Century Masters: The DVD Collection

## Statistik

### Chartauswertung
|                     | DE    | AT    | CH    | UK     | US     | R&B      |
| ------------------- | ----- | ----- | ----- | ------ | ------ | -------- |
| Nummer-eins-Alben   | DE—DE | AT—AT | CH—CH | UK1UK  | US—US  | R&B5R&B  |
| Top-10-Alben        | DE1DE | AT1AT | CH1CH | UK3UK  | US5US  | R&B10R&B |
| Alben in den Charts | DE3DE | AT2AT | CH3CH | UK11UK | US17US | R&B16R&B |

|                       | DE    | AT    | CH    | UK     | US     | R&B      | Dance       |
| --------------------- | ----- | ----- | ----- | ------ | ------ | -------- | ----------- |
| Nummer-eins-Singles   | DE—DE | AT—AT | CH—CH | UK1UK  | US2US  | R&B7R&B  | Dance—Dance |
| Top-10-Singles        | DE1DE | AT1AT | CH1CH | UK5UK  | US10US | R&B16R&B | Dance1Dance |
| Singles in den Charts | DE5DE | AT2AT | CH1CH | UK19UK | US25US | R&B29R&B | Dance4Dance |

### Auszeichnungen für Musikverkäufe
| Goldene Schallplatte - Australien - 1977: für das Album Machine Gun - Brasilien - 1979: für die Single Three Times a Lady - Dänemark - 2023: für die Single Easy - Italien - 2019: für die Single Easy - Kanada - 1985: für die Single Nightshift - Neuseeland - 1978: für die Single Three Times a Lady - 1979: für das Album Natural High - 1980: für das Album Midnight Magic - 1996: für das Album The Very Best - Niederlande - 1979: für das Album Midnight Magic - 1979: für das Album Natural High - Spanien - 2024: für die Single Easy | Platin-Schallplatte - Australien - 2011: für das Album The Definitive Collection - Europa - 2007: für das Album The Definitive Collection - Neuseeland - 1983: für das Album Commodores’ Greatest Hits - 2008: für das Album The Definitive Collection 4× Platin-Schallplatte - Neuseeland - 2025: für die Single Easy |

Anmerkung: Auszeichnungen in Ländern aus den Charttabellen bzw. Chartboxen sind in ebendiesen zu finden.
| Land/RegionAuszeichnungen für Musikverkäufe (Land/Region, Auszeichnungen, Verkäufe, Quellen) | Silber     | Gold       | Platin       | Verkäufe    | Quellen                                                                           |
| -------------------------------------------------------------------------------------------- | ---------- | ---------- | ------------ | ----------- | --------------------------------------------------------------------------------- |
| Australien (ARIA)                                                                            | —          | Gold1      | Platin1      | 90.000      | aria.com.au                                                                       |
| Brasilien (PMB)                                                                              | —          | Gold1      | —            | 100.000     | Einzelnachweise                                                                   |
| Dänemark (IFPI)                                                                              | —          | Gold1      | —            | 45.000      | ifpi.dk                                                                           |
| Europa (IFPI)                                                                                | —          | —          | Platin1      | (1.000.000) | ifpi.org (Memento vom 1. Januar 2014 im Internet Archive)                         |
| Italien (FIMI)                                                                               | —          | Gold1      | —            | 25.000      | fimi.it                                                                           |
| Kanada (MC)                                                                                  | —          | Gold1      | —            | 50.000      | musiccanada.com                                                                   |
| Neuseeland (RMNZ)                                                                            | —          | 4× Gold4   | 6× Platin6   | 192.500     | aotearoamusiccharts.co.nz NZ2 (Memento vom 28. Juli 2011 im Internet Archive) NZ3 |
| Niederlande (NVPI)                                                                           | —          | 2× Gold2   | —            | 100.000     | nvpi.nl                                                                           |
| Spanien (Promusicae)                                                                         | —          | Gold1      | —            | 30.000      | elportaldemusica.es                                                               |
| Vereinigte Staaten (RIAA)                                                                    | —          | 8× Gold8   | 7× Platin7   | 11.500.000  | riaa.com                                                                          |
| Vereinigtes Königreich (BPI)                                                                 | 4× Silber4 | 6× Gold6   | 6× Platin6   | 3.660.000   | bpi.co.uk                                                                         |
| Insgesamt                                                                                    | 4× Silber4 | 26× Gold26 | 21× Platin21 |             |                                                                                   |